# Élections générales saskatchewanaises de 1938
L'élection générale saskatchewanaise de 1938 se déroule le 8 juin 1938 afin d'élire les députés de l'Assemblée législative de la Saskatchewan. Il s'agit de la 9e élection générale en Saskatchewan depuis la création de cette province du Canada en 1905.

## Résultats
| Parti                                | Parti                     | Chef                      | # de candidats | Sièges | Sièges | Sièges  | Voix    | Voix    | Voix     |
| Parti                                | Parti                     | Chef                      | # de candidats | 1934   | Élus   | % Diff. | #       | %       | % Diff.  |
| ------------------------------------ | ------------------------- | ------------------------- | -------------- | ------ | ------ | ------- | ------- | ------- | -------- |
|                                      | Libéral                   |                           | 53             | 50     | 38     | -24 %   | 200 334 | 45,45 % | -2,55 %  |
|                                      | Commonwealth coopératif   |                           | 31             | *      | 10     | *       | 82 529  | 18,73 % | *        |
|                                      | Crédit social             |                           | 40             | *      | 2      | *       | 70 084  | 15,90 % | *        |
|                                      | Unité                     |                           | 3              | *      | 2      | *       | 9 848   | 2,24 %  | *        |
|                                      | Conservateur              | John Diefenbaker          | 24             | -      | -      | -       | 52 315  | 11,87 % | -14,88 % |
|                                      | Travailliste indépendant  | Travailliste indépendant  | 3              | *      | -      | *       | 12 039  | 2,73 %  | *        |
|                                      | Ouvrier progressiste      |                           | 2              | *      | -      | *       | 8 514   | 1,93 %  | *        |
|                                      | Indépendant               | Indépendant               | 3              | -      | -      | -       | 4 023   | 0,91 %  | +0,22 %  |
|                                      | Conservateur indépendant  | Conservateur indépendant  | 1              | *      | -      | *       | 828     | 0,19 %  | *        |
|                                      | Crédit social indépendant | Crédit social indépendant | 1              | *      | -      | *       | 228     | 0,05 %  | *        |
| Total                                | Total                     | Total                     | 160            | 55     | 52     | -5,5 %  | 440 742 | 100 %   |          |
| Source : (en) Elections Saskatchewan |                           |                           |                |        |        |         |         |         |          |

 Note :
* N'a pas présenté de candidats lors de l'élection précédente.

### Résultats par circonscription
A
B
C
E
G
H
K
L
M
N
P
Q
R
S
T
W
Y